# 72è Festival Internacional de Cinema de Berlín
El 72è Festival Internacional de Cinema de Berlín, normalment anomenat Berlinale, va tenir lloc del 10 al 20 de febrer de 2022 de manera presencial. El 15 de desembre de 2021 es va anunciar la primera pel·lícula del festival. El festival es va inaugurar amb el drama de François Ozon Peter Von Kant. Isabelle Huppert  va ser guardonada amb l'Ós d'Or Honorífic per la seva trajectòria el 15 de febrer de 2022 a la cerimònia de lliurament del premi Berlinale Palast. També es va projectar la seva pel·lícula de Laurent Larivière À propos de Joan.
Els premis es van lliurar el 16 de febrer de 2022 retallant el festival en 4 dies. Alcarràs de Carla Simón va guanyar el premi Ós d'Or i The Novelist's Film de Hong Sang-soo va guanyar el Gran Premi del Jurat. El festival fou clausurat formalment el 20 de febrer de 2022.

## Jurat

### Competició
Els següents formaven part del jurat de la secció del Concurs de la Berlinale:
- M. Night Shyamalan, director, guionista i productor (EUA) - President del jurat
- Karim Aïnouz, director, guionista i artista visual (Brasil)
- Saïd Ben Saïd, productor (França / Tunísia)
- Anne Zohra Berrached, directora de cinema i guionista (Alemanya)
- Tsitsi Dangarembga, novel·lista, dramaturga i cineasta (Zimbabwe)
- Ryusuke Hamaguchi, director i guionista (Japó)
- Connie Nielsen, actriu (Dinamarca)

### Encounters
Les persones següents formaven part del jurat dels Premis:
- Chiara Marañón
- Ben Rivers
- Silvan Zürcher

### Jurat FIPRESCI
Les persones següents formaven part del jurat dels Premis FIPRESCI::
- Lamia Fathy
- Ron Fogel
- Berke Göl
- Bettina Hirsch
- Pamela Jahn
- Anders E. Larsson
- René Marx
- Anna Maria Pasetti
- Hamed Soleimanzadeh
- Andrei Vasilenko
- Hsin Wang
- Alexander Zwart

## Competició
Les pel·lícules següents estan seleccionades per a la competició principal dels premis Ós d'Or i Ós de Plata:
Títol resaltat indica guanyador del premi.
| Títol                                       | Director(s)            | País de producció              |
| ------------------------------------------- | ---------------------- | ------------------------------ |
| A E I O U - Das schnelle Alphabet der Liebe | Nicolette Krebitz      | Alemanya, França               |
| Alcarràs                                    | Carla Simón            | Espanya, Itàlia                |
| Nana                                        | Kamila Andini          | Indonèsia                      |
| Avec amour et acharnement                   | Claire Denis           | França                         |
| Call Jane                                   | Phyllis Nagy           | Estats Units                   |
| Everything Will Be Ok                       | Rithy Panh             | França, Cambodja               |
| Leonora addio                               | Paolo Taviani          | Itàlia                         |
| La ligne                                    | Ursula Meier           | Suïssa, França, Bèlgica        |
| The Novelist's Film 소설가의 영화           | Hong Sang-soo          | Bèlgica                        |
| Un año, una noche                           | Isaki Lacuesta         | Espanya, França                |
| Les passagers de la nuit                    | Mikhaël Hers           | França                         |
| Peter von Kant                              | François Ozon          | França                         |
| Drii Winter                                 | Michael Koch           | Suïssa, Alemanya               |
| Rabiye Kurnaz gegen George W. Bush          | Andreas Dresen         | Alemanya, França               |
| Return to Dust 隐入尘烟                     | Li Ruijun              | R.P. de la Xina                |
| Rimini                                      | Ulrich Seidl           | Àustria, França, Alemanya      |
| Robe of Gems                                | Natalia López Gallardo | Mèxic, Argentina, Estats Units |
| Un été comme ça                             | Denis Côté             | Canadà                         |

## Berlinale Special
Font:
| Títol                                      | Director(s)                         | País de producció                 |
| Gala Berlinale Special                     | Gala Berlinale Special              | Gala Berlinale Special            |
| ------------------------------------------ | ----------------------------------- | --------------------------------- |
| Against the Ice                            | Peter Flinth                        | Islàndia, Estats Units, Dinamarca |
| À propos de Joan                           | Laurent Larivière                   | França, Alemanya, Irlanda         |
| Gangubai Kathiawadi                        | Sanjay Leela Bhansali               | Índia                             |
| Good Luck to You, Leo Grande               | Sophie Hyde                         | Regne Unit                        |
| Incroyable mais vrai                       | Quentin Dupieux                     | França, Bèlgica                   |
| Der Passfälscher                           | Maggie Peren                        | Alemanya, Luxemburg               |
| Occhiali neri                              | Dario Argento                       | Itàlia, França                    |
| The Outfit                                 | Graham Moore                        | Estats Units                      |
| Berlinale Special                          |                                     |                                   |
| 1341 Framim Mehamatzlema Shel Micha Bar-Am | Ran Tal                             | Israel, Regne Unit, Estats Units  |
| Eine deutsche Partei                       | Simon Brückner                      | Alemanya                          |
| Le chêne                                   | Laurent Charbonnier, Michel Seydoux | França                            |
| Nest                                       | Hlynur Pálmason                     | Dinamarca, Islàndia               |
| Nothing Lasts Forever                      | Jason Kohn                          | Estats Units                      |
| Terminal norte                             | Lucrecia Martel                     | Argentina                         |
| This Much I Know to Be True                | Andrew Dominik                      | Regne Unit                        |
| Curts Berlinale                            |                                     |                                   |
| Bird in the Peninsula                      | Atsushi Wada                        | França, Japó                      |
| Manhã de Domingo                           | Bruno Ribeiro                       | Brasil                            |
| El sembrador de estrellas                  | Lois Patiño                         | Espanya                           |
| Trap                                       | Anastasia Veber                     | Rússia, Lituània                  |

## Encounters
Per a la secció Encounters es seleccionen les següents pel·lícules:
Títol il·luminat indica guanyador del premi.
| Títol                                      | Director(s)                          | País de producció                 |
| ------------------------------------------ | ------------------------------------ | --------------------------------- |
| Journal d'Amérique                         | Arnaud des Pallières                 | França                            |
| Axiom                                      | Jöns Jönsson                         | Alemanya                          |
| Brat vo vsyom                              | Alexander Zolotukhin                 | Rússia                            |
| I Poli ke i Poli                           | Christos Passalis, Syllas Tzoumerkas | Grècia                            |
| Coma                                       | Bertrand Bonello                     | França                            |
| Zum Tod meiner Mutter                      | Jessica Krummacher                   | Alemanya                          |
| Father's Day                               | Kivu Ruhorahoza                      | Ruanda                            |
| Flux Gourmet                               | Peter Strickland                     | Regne Unit, Estats Units, Hongria |
| A Little Love Package                      | Gastón Solnicki                      | Àustria, Argentina                |
| Mutzenbacher                               | Ruth Beckermann                      | Àustria                           |
| Queens of the Qing Dynasty                 | Ashley McKenzie                      | Canadà                            |
| À vendredi, Robinson                       | Mitra Farahani                       | França, Suïssa, Iran, Líban       |
| Small, Slow But Steady ケイコ 目を澄ませて | Shô Miyake                           | Japó                              |
| Sonne                                      | Kurdwin Ayub                         | Àustria                           |
| Disturbis                                  | Cyril Schäublin                      | Suïssa                            |

## Panorama
Les següents pel·lícules estan seleccionades per a la secció Panorama:
| Títol                                                 | Director(s)                      | País de producció                                                |
| ----------------------------------------------------- | -------------------------------- | ---------------------------------------------------------------- |
| Aşk, Mark ve Ölüm                                     | Cem Kaya                         | Alemanya                                                         |
| Alle reden übers Wetter                               | Annika Pinske                    | Alemanya                                                         |
| Bettina                                               | Lutz Pehnert                     | Alemanya                                                         |
| The Apartment with Two Women 같은 속옷을 입는 두 여자 | Kim Se-in                        | Corea del Sud                                                    |
| Brainwashed: Sex-Camera-Power                         | Nina Menkes                      | Estats Units                                                     |
| Baqyt                                                 | Askar Uzabayev                   | Kazakhstan                                                       |
| Calcinculo                                            | Chiara Bellosi                   | Itàlia, Suïssa                                                   |
| Dreaming Walls                                        | Amélie van Elmbt, Maya Duverdier | Bèlgica, França, Estats Units, Països Baixos, Suècia             |
| Klondike                                              | Maryna Er Gorbach                | Ucraïna, Turquia                                                 |
| A Love Song                                           | Max Walker-Silverman             | Estats Units                                                     |
| Cinco lobitos                                         | Alauda Ruiz de Azúa              | Espanya                                                          |
| Myanmar Diaries                                       | The Myanmar Film Collective      | Països Baixos, Myanmar, Noruega                                  |
| Nel Mio Nome                                          | Nicolò Bassetti                  | Itàlia                                                           |
| Nelly & Nadine                                        | Magnus Gertten                   | Suècia                                                           |
| Nous, Étudiants !                                     | Rafiki Fariala                   | República Centreafricana, França, R.D. del Congo, Aràbia Saudita |
| Heroji radničke klase                                 | Miloš Pušić                      | Sèrbia                                                           |
| Ta Farda                                              | Ali Asgari                       | Iran, França, Qatar                                              |
| Taurus                                                | Tim Sutton                       | Estats Units                                                     |

## Perspektive Deutsches Kino
Les següents pel·lícules estan seleccionades per a la secció Perspektive Deutsches Kino:
| Títol       | Director(s)     | País de producció |
| ----------- | --------------- | ----------------- |
| Echo        | Mareike Wegener | Alemanya          |
| Gewalten    | Constantin Hatz | Alemanya          |
| Ladies Only | Rebana Liz John | Alemanya, Índia   |

## Forum
Les següents pel·lícules estan seleccionades per a la secció del Fòrum:
| Títol                        | Director(s)                       | País de producció                  |
| ---------------------------- | --------------------------------- | ---------------------------------- |
| Afterwater                   | Dane Komljen                      | Alemanya, Espanya, Bèlgica, Sèrbia |
| Akyn                         | Darezhan Omirbaev                 | Kazakhstan                         |
| La edad media                | Alejo Moguillansky, Luciana Acuña | Argentina                          |
| Place de l'Europe            | Philip Scheffner                  | Alemanya, França                   |
| Une Fleur à la bouche        | Éric Baudelaire                   | França, Alemanya, Bèlgica          |
| Miền ký ức                   | Kim Quy Bui                       | Vietnam, Alemanya                  |
| Mis dos voces                | Lina Rodriguez                    | Canadà                             |
| Nuclear Family               | Erin Wilkerson, Travis Wilkerson  | Estats Units, Singapur             |
| Super Natural                | Jorge Jácome                      | Portugal                           |
| The United States of America | James Benning                     | Estats Units                       |

## Generation

### Llargmetratges
Les següents pel·lícules són escollides per a la secció Generation:
| Títol             | Director(s)                       | País de producció     |
| ----------------- | --------------------------------- | --------------------- |
| Allons Enfants    | Thierry Demaizière, Alban Teurlai | França                |
| Beba              | Rebeca Huntt                      | Estats Units, Mèxic   |
| An Cailín Ciúin   | Colm Bairéad                      | Irlanda               |
| Comedy Queen      | Sanna Lenken                      | Suècia                |
| Kind Hearts       | Olivia Rochette, Gerard-Jan Claes | Bèlgica               |
| Oink              | Mascha Halberstad                 | Països Baixos         |
| Millie Lies Low   | Michelle Savill                   | Nova Zelanda          |
| My Father’s Truck | Mascha Mauricio Osaki             | Vietnam, Estats Units |
| Sublime           | Mariano Biasin                    | Argentina             |
| Tytöt tytöt tytöt | Alli Haapasalo                    | Finlàndia             |

### Curtmetratges
| Títol                  | Director(s)                                | País de producció          |
| ---------------------- | ------------------------------------------ | -------------------------- |
| Una Aprendiz Invisible | Emilia Herbst                              | Argentina                  |
| Au revoir Jérôme       | Adam Sillard, Gabrielle Selnet, Chloé Farr | França                     |
| Blaues Rauschen        | Simon Maria Kubiena                        | Alemanya, Àustria          |
| Gavazn                 | Hadi Babaeifar                             | Iran                       |
| Ich habe keine Angst!  | Marita Mayer                               | Alemanya, Noruega          |
| Nada para ver aqui     | Nicolas Bouchez                            | Portugal, Bèlgica, Hongria |
| Vlekkeloos             | Emma Branderhorst                          | Països Baixos              |

### Generation Kplus
Font:
| Tíol                  | Director(s)          | País de producció              |                |
| Llargmetratges        | Llargmetratges       | Llargmetratges                 | Llargmetratges |
| --------------------- | -------------------- | ------------------------------ | -------------- |
| Bimileui eondeok      | Lee Ji-eun           | Bèlgica                        |                |
| Juunt Pastaza entsari | Inês T. Alves        | Portugal                       |                |
| Moja Vesna            | Sara Kern            | Eslovènia, Austràlia           |                |
| My Small Land         | Emma Kawawada        | Japó                           |                |
| Shabu                 | Shamira Raphaëla     | Països Baixos                  |                |
| El reino de dios      | Claudia Sainte-Luce  | Mèxic                          |                |
| Rooz-e sib            | Mahmoud Ghaffari     | Iran                           |                |
| Curtmetratges         |                      |                                |                |
| Alma y Paz            | Cris Gris            | Mèxic, Estats Units            |                |
| Luce und der Felsen   | Britt Raes           | Bèlgica, França, Països Baixos |                |
| ' Vancouver           | Artemis Anastasiadou | Grècia                         |                |

### Generation 14plus
| Títol            | Director(s)                           | País de producció       |
| ---------------- | ------------------------------------- | ----------------------- |
| Alis             | Clare Weiskopf, Nicolas van Hemelryck | Colòmbia, Xile, Romania |
| Bubble           | Tetsurō Araki                         | Japó                    |
| Kind Hearts      | Olivia Rochette, Gerard-Jan Claes     | Bèlgica                 |
| Kalle Kosmonaut  | Günther Kurth, Tine Kugler            | Alemanya                |
| Skhema           | Farkhat Sharipov                      | Kazakhstan              |
| Stay Awake       | Jamie Sisley                          | Estats Units            |
| Curtmetratges    |                                       |                         |
| Aos dezasseis    | Carlos Lobo                           | Portugal                |
| Born in Damascus | Laura Wadha                           | Regne Unit              |
| La fièvre        | Matias Carlier                        | Suïssa                  |

## Les pel·lícules d'homenatge
Aquesta secció de la 72a edició està dedicada a l'actor de cinema i escena francesa Isabelle Huppert, que també rebrà un Ós d'Or honorífic per la seva trajectòria.
| Any  | Títol                   | Director(s)     | País de producció         |
| ---- | ----------------------- | --------------- | ------------------------- |
| 1977 | La Dentellière          | Claude Goretta  | França, Suïssa            |
| 1980 | Sauve qui peut (la vie) | Jean-Luc Godard | França, Suïssa, Àustria   |
| 1995 | La Cérémonie            | Claude Chabrol  | França, Alemanya          |
| 2001 | Le Pianiste             | Michael Haneke  | França, Alemanya, Àustria |
| 2002 | 8 Femmes                | François Ozon   | França, Itàlia            |
| 2016 | L'Avenir                | Mia Hansen-Løve | França, Itàlia            |
| 2016 | Elle                    | Paul Verhoeven  | França, Alemanya, Bèlgica |

## La retrospectiva
Aquesta secció es va obrir l'11 de febrer de 2022, amb la projecció en 4K de la pel·lícula de 1936 My Man Godfrey de Gregory La Cava.
| Any  | Títol                  | Director(s)          | País de producció |
| ---- | ---------------------- | -------------------- | ----------------- |
| 1934 | Belle of the Nineties  | Leo McCarey          | Estats Units      |
| 1941 | Design for Scandal     | Norman Taurog        | Estats Units      |
| 1938 | Every Day's a Holiday  | A. Edward Sutherland | Estats Units      |
| 1938 | Four's a Crowd         | Michael Curtiz       | Estats Units      |
| 1935 | Goin' to Town          | Alexander Hall       | Estats Units      |
| 1936 | Go West, Young Man     | Henry Hathaway       | Estats Units      |
| 1935 | Hands Across the Table | Mitchell Leisen      | Estats Units      |
| 1940 | Hired Wife             | William A. Seiter    | Estats Units      |
| 1940 | His Girl Friday        | Howard Hawks         | Estats Units      |
| 1933 | I'm No Angel           | Wesley Ruggles       | Estats Units      |
| 1936 | Klondike Annie         | Raoul Walsh          | Estats Units      |
| 1934 | Lady by Choice         | David Burton         | Estats Units      |
| 1941 | Mr. & Mrs. Smith       | Alfred Hitchcock     | Estats Units      |
| 1940 | My Little Chickadee    | Edward F. Cline      | Estats Units      |
| 1936 | My Man Godfrey         | Gregory La Cava      | Estats Units      |
| 1942 | My Sister Eileen       | Alexander Hall       | Estats Units      |
| 1932 | Night After Night      | Archie Mayo          | Estats Units      |
| 1932 | No Man of Her Own      | Wesley Ruggles       | Estats Units      |
| 1937 | Nothing Sacred         | William A. Wellman   | Estats Units      |
| 1933 | She Done Him Wrong     | Lowell Sherman       | Estats Units      |
| 1942 | Take a Letter, Darling | Mitchell Leisen      | Estats Units      |
| 1941 | This Thing Called Love | Alexander Hall       | Estats Units      |
| 1942 | To Be or Not to Be     | Ernst Lubitsch       | Estats Units      |
| 1937 | True Confession        | Wesley Ruggles       | Estats Units      |
| 1934 | Twentieth Century      | Howard Hawks         | Estats Units      |
| 1943 | What a Woman!          | Irving Cummings      | Estats Units      |
| 1939 | The Women              | George Cukor         | Estats Units      |

## El clàssic
La pel·lícula clàssica mut restaurada de 1929 Brüder de Werner Hochbaum, projectada el 13 de febrer de 2022.
| Any       | Títol                | Director(s)         | País de producció         |
| --------- | -------------------- | ------------------- | ------------------------- |
| 1929      | Brüder               | Werner Hochbaum     | Alemanya                  |
| 1962      | Mamma Roma           | Pier Paolo Pasolini | Itàlia                    |
| 1964      | Kawaita hana         | Masahiro Shinoda    | Japó                      |
| 1969/1990 | Skřivánci na niti    | Jiří Menzel         | Txèquia                   |
| 1975      | Tommy                | Ken Russell         | Regne Unit                |
| 2000      | El riu Suzhou 苏州河 | Lou Ye              | R.P. de la Xina, Alemanya |
| 2004      | Notre musique        | Jean-Luc Godard     | Suïssa, França            |

## Premis
Competició
- Os d'Or: Alcarràs de Carla Simón

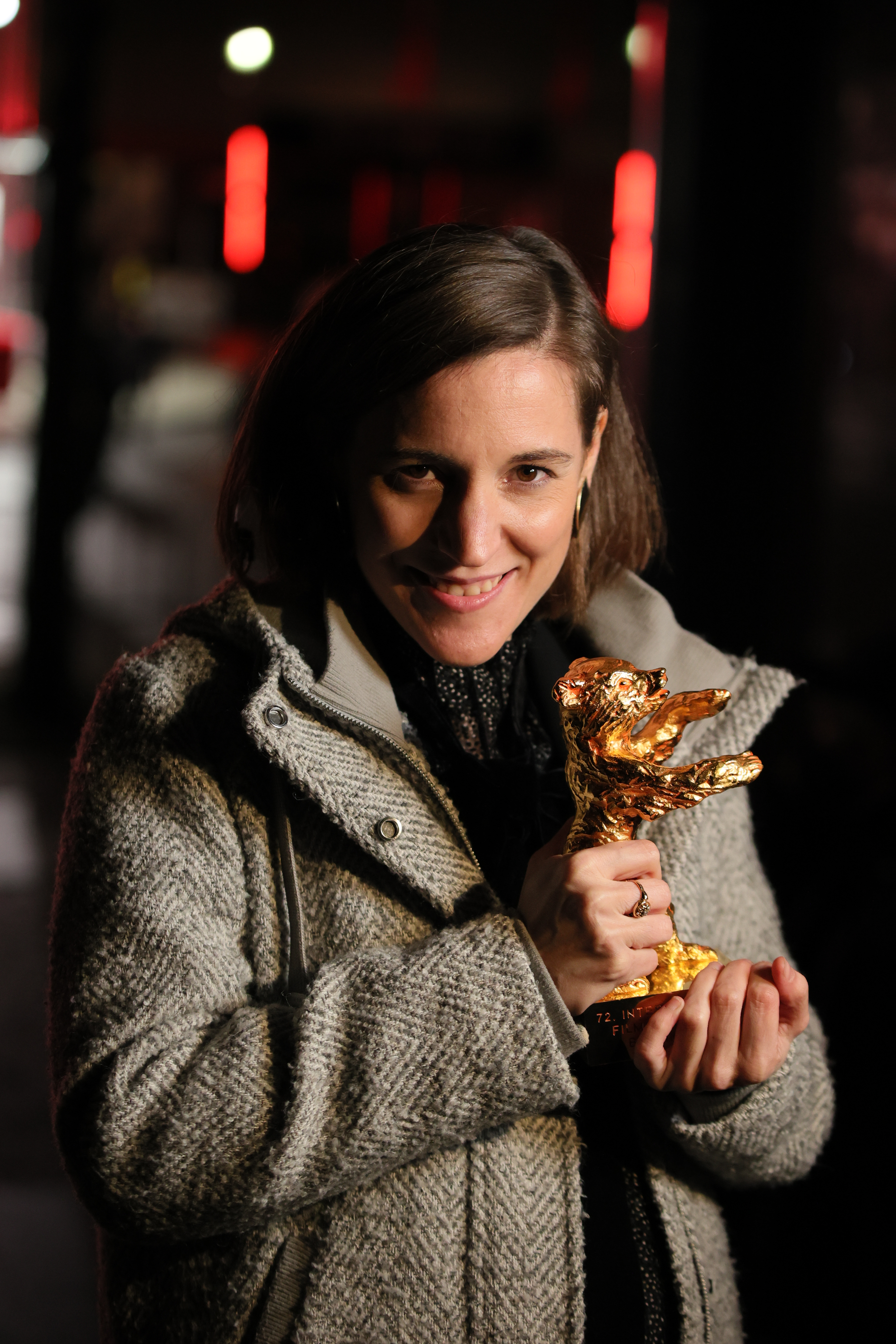
Carla Simón guanyadora de l'Os d'Or a la millor pel·lícula de la Berlinale 2022

- Gran Premi especial del Jurat: The Novelist's Film de Hong Sang-soo
- Premi del Jurat Ós de Plata: Robe of Gems de Natalia López Gallardo
- Os de Plata a la millor direcció: Claire Denis per Avec amour et acharnement
- Os de Plata a la millor inerpretació: Meltem Kaptan per Rabiye Kurnaz vs. George W. Bush
- Os de Plata la millor interpretació secundària: Laura Basuki per Nana
- Os de Plata al millor guió: Laila Stieler per Rabiye Kurnaz vs. George W. Bush
- Os de Plata a la millor contribució artística: Rithy Panh i Sarit Mang +er Everything Will Be Ok
- Menció especial: A Piece of Sky de Michael Koch

 Encounters
- Millor pel·lícula: Mutzenbacher de Ruth Beckermann
- Millor director: Cyril Schäublin per Disturbis
- Premi especial del Jurat: À vendredi, Robinson  per Mitra Farahani

International Short Film
- Os d'Or al millor curtmetratge: Trap d’Anastasia Veber
- Premi del Jurat: Manhã de Domingo de Bruno Ribiero
- Candidat del Curtmetratge de Berlín als Premis del Cinema Europeu: El sembrador de estrellas de Lois Patiño
- Menció especial: Bird in the Peninsula d’Atsushi Wada

Generation
Premis del Jove Jurat
- Os de Cristall a la millor pel·lícula: Alis de Clare Weiskopf
  - Menció especial: Stay Awake de Jamie Sisley
- Os de Cristall al millor curtmetratge: Born in Damascus de Laura Wadha
  - Menció especial: Nada para ver aqui de Nicolas Bouchez

Generation 14plus
- Gran Premi: Kind Hearts d’Olivia Rochette
  - Ex aequo et bono: Skhema de Farkhat Sharipov
- Premi especial al millor curtmetratge: Au revoir Jérôme d’Adam Sillard, Gabrielle Selnet, Chloé Farr
  - Menció especial: Blaues Rauschen de Simon Maria Kubiena i Tinashé de Tig Terera

Generation Kplus
Premis del Jurat Infantil
- Os de Cristall a la millor pel·lícula: Comedy Queen de Sanna Lenken
  - Menció especial: An Cailín Ciúin de Colm Bairéad
- Os de Cristall al millor curtmetratge: Vlekkeloos d’Emma Branderhorst i Luce und der Felsen de Britt Raes

Jurat internacional
- Gran Premi a la millor pel·lícula: An Cailín Ciúin by Colm Bairéad
  - Menció especial: Shabu de Shamira Raphaëla
- Premi especial al millor curtmetratge: Gavazn de Hadi Babaeifar
  - Menció especial: Vancouver de Artemis Anastasiadou

### Altres premis
- Os d'Or honorari: Isabelle Huppert
- Premi GWFF millor primera pel·lícula: Sonne de Kurdwin Ayub[36]
- Premi Documental Berlinale: Myanmar Diaries de The Myanmar Film Collective
  - Menció especial: No U-Turn d’Ike Nnaebue[37]
- Premi FIPRESCI: Leonora Addio de Paolo Taviani[38]

Premi Panorama del Públic – Llargmetratge 2022:
- 1r lloc Baqyt d’Askar Uzabayev
- 2n lloc: Klondike de Maryna Er Gorbach
- 3r lloc: Fogaréu de Flávia Neves

Premi Panorama del Públic - Panorama Dokumente 2022:
- 1r lloc: Aşk, Mark ve Ölüm de Cem Kaya
- 2n lloc: Nel mio nome de Nicolò Bassetti
- 3r lloc: Myanmar Diaries de The Myanmar Film Collective